# Gare de Maradana
La gare de Colombo-Maradana est l'une des principales gares du Sri Lanka. Les trains nationaux passent quasiment tous par là.

## Service des voyageurs

### Desserte
Trains locaux :
| Station précédente | Sri Lanka Railways | Sri Lanka Railways | Sri Lanka Railways | Station suivante |
| ------------------ | ------------------ | ------------------ | ------------------ | ---------------- |
| Terminus           |                    | {{{route}}}        |                    | Terminus         |
| Ragama             |                    | Muthu Kumari       |                    | Colombo-Fort     |
| Ragama             |                    | Rajarata Rajina    |                    | Colombo-Fort     |
| Ragama             |                    | {{{route}}}        |                    | Terminus         |
| Baseline Road      |                    | Kelani Valley Line |                    | Terminus         |
| Dematagoda         |                    | Commuter Rail      |                    | Colombo-Fort     |

Services nationaux :
| Service                                  | Route | Frequence  |
| ---------------------------------------- | --- | ---------- |
| 4001 & 4002 Yal Devi                     | Colombo-Fort – Maradana – Vavuniya – (Jaffna) – (Kankesanturai)                                                             | Journalier |
| 4451, 4468 & 4470                        | Colombo Fort – Colombo Maradana – Ragama - Polgahawela – Kurunegala - Maho                                                  | Journalier |
| 8085, 8086, 4085, & 4086 Rajarata Rajina | Anuradhapura – Maho – Kurunegala – Polgahawela – Maho – Ragama – Maradana – Colombo-Fort – Panadura - Galle – Matara        | Journalier |
| 6011 & 6012 Udaya Devi                   | Colombo-Fort – Maradana – Batticaloa                                                                                        | Journalier |
| 1015 & 1016 Udarata Menike               | Colombo-Fort – Maradana – Ragama - Polgahawela – Peradeniya - Nawalapitiya - Hatton - Nanu Oya - Pattipola - Ella - Badulla | Journalier |
| 1005 & 1006 Podi Menike                  | Colombo-Fort – Maradana – Ragama - Polgahawela – Peradeniya - Nawalapitiya - Hatton - Nanu Oya - Pattipola - Ella - Badulla | Journalier |
| Tikiri Menike                            | Colombo-Fort – Maradana – Ragama - Polgahawela – Peradeniya - Nawalapitiya - Hatton - Nanu Oya - Pattipola - Ella - Badulla | Journalier |
| Senkadagala Menike                       | Colombo-Fort – Maradana – Ragama - Polgahawela – Peradeniya - Kandy                                                         | Journalier |
| 8058 & 8059 Ruhunu Kumari                | Maradana – Colombo-Fort – Panadura - Galle – Matara                                                                         | Journalier |
| 8760 & 8327 Samudra Devi                 | Maradana – Colombo-Fort – Panadura - Galle – Matara                                                                         | Journalier |
| 8056 & 8057 Galu Kumari                  | Maradana – Colombo-Fort – Panadura - Galle – Matara                                                                         | Journalier |
| 8096 & 8097 Sagarika                     | Maradana – Colombo-Fort – Panadura - Galle                                                                                  | Journalier |
| 3427 & 3803 Muthu Kumari                 | Colombo-Fort – Maradana – Ragama - Negombo – Chilaw - Bangadeniya - Puttalam                                                | Journalier |